# 47-й танковий корпус (Третій Рейх)
47-й та́нковий ко́рпус (нім. XXXXVII. Panzerkorps) — танковий корпус вермахту в роки Другої світової війни.

## Історія
XXXXVII танковий корпус сформований 21 червня 1942 року шляхом перейменування 47-го моторизованого корпусу.

## Командування

### Командири
- генерал танкових військ Йоахім Лемельзен (нім. Joachim Lemelsen) (21 червня 1942 — 10 жовтня 1943);
- генерал танкових військ Генріх Ебербах (нім. Heinrich Eberbach) (11 — 22 жовтня 1943, ТВО);
- генерал танкових військ Йоахім Лемельзен (22 жовтня — 4 листопада 1943);
- генерал танкових військ Ергард Раус (нім. Erhard Raus) (5 — 30 листопада 1943);
- генерал-лейтенант Рудольф фон Бюнау (нім. Rudolf von Bünau) (30 листопада — 30 грудня 1943, ТВО);
- генерал-лейтенант Ніколаус фон Форманн (нім. Nikolaus von Vormann) (30 грудня 1943 — 4 березня 1944, ТВО);
- генерал танкових військ Ганс фон Функ (нім. Hans Freiherr von Funck) (5 березня — 5 вересня 1944);
- генерал-лейтенант, з 9 листопада 1944 генерал танкових військ Генріх фрейхерр фон Лютвіц (нім. Heinrich Freiherr von Lüttwitz) (5 вересня 1944 — 8 травня 1945).

## Бойовий склад 47-го танкового корпусу
Формування управління, забезпечення та підтримки
- 130-те артилерійське командування (Arko 130), з грудня 1944 Arko 447;
- 447-й корпусний батальйон зв'язку (Korps-Nachrichten-Abteilung 447);
- 447-ме управління корпусного постачання (Korps-Nachschubtruppen 447);
- 447-й батальйон «Ост» (Ost Bataillon 447).

- 17-та танкова дивізія (17. Panzer-Division);
- 18-та танкова дивізія (18. Panzer-Division);
- 208-ма піхотна дивізія (208. Infanterie-Division);
- 211-та піхотна дивізія (211. Infanterie-Division);
- Частини:
  - 216-ї піхотної дивізії (216. Infanterie-Division);
  - 339-ї піхотної дивізії (339. Infanterie-Division);
  - 707-ї піхотної дивізії (707. Infanterie-Division).

- 18-та танкова дивізія;
- 208-ма піхотна дивізія;
- 211-та піхотна дивізія;
- 216-та піхотна дивізія;
- 339-та піхотна дивізія;
- 350-й піхотний полк (Infanterie-Regiment 350).

- 18-та танкова дивізія;
- 208-ма піхотна дивізія;
- 211-та піхотна дивізія;
- 216-та піхотна дивізія;
- 339-та піхотна дивізія.

- 18-та танкова дивізія;
- 20-та танкова дивізія (20. Panzer-Division);
- 208-ма піхотна дивізія;
- 211-та піхотна дивізія;
- 216-та піхотна дивізія;
- 339-та піхотна дивізія;
- 350-й піхотний полк.

- 208-ма піхотна дивізія;
- 211-та піхотна дивізія;
- 339-та піхотна дивізія;
- Частини:
  - 18-ї танкової дивізії;
  - 221-ї дивізії охорони (221. Sicherungs Division).

- 137-ма піхотна дивізія (137. Infanterie-Division);
- 707-ма піхотна дивізія.

- 2-га танкова дивізія (2. Panzer-Division);
- 9-та танкова дивізія (9. Panzer-Division);
- 20-та танкова дивізія;
- 6-та піхотна дивізія (6. Infanterie-Division).

- 7-ма танкова дивізія (7. Panzer-Division);
- Панцергренадерська дивізія СС «Тотенкопф» (SS-Panzergrenadier-Division "Totenkopf").

- 106-та піхотна дивізія (106. Infanterie-Division);
- 167-ма піхотна дивізія (167. Infanterie-Division);
- 262-га піхотна дивізія (262. Infanterie-Division);
- 282-га піхотна дивізія (282. Infanterie-Division);
- 320-та піхотна дивізія (320. Infanterie-Division);
- 389-та піхотна дивізія (389. Infanterie-Division).

- 13-та танкова дивізія (13. Panzer-Division);
- 106-та піхотна дивізія;
- 376-та піхотна дивізія (376. Infanterie-Division).

- 5-та парашутна дивізія (5. FallschirmJäger-Division).

- 2-га танкова дивізія;
- 116-та танкова дивізія (116. Panzer-Division);
- Частини:
  - 9-ї танкової дивізії;
  - танкової дивізії «Лер» (Panzer-Lehr-Division);
  - 1-ша танкова дивізія Лейбштандарте-СС «Адольф Гітлер» (1. SS-Panzer-Division "Leibstandarte Adolf Hitler").

- 21-ша танкова дивізія (21. Panzer-Division);
- 111-та танкова бригада (Panzer-Brigade 111);
- 112-та танкова бригада (Panzer-Brigade 112);
- 113-та танкова бригада (Panzer-Brigade 113).

- 2-га танкова дивізія;
- 130-та навчальна танкова дивізія (130. Panzer Lehr Division);
- 26-та фольксгренадерська дивізія (26. Volks-Grenadier-Division).

- 15-та панцергренадерська дивізія (15. Panzergrenadier-Division).

- 116-та танкова дивізія;
- 84-та піхотна дивізія (84. Infanterie-Division);
- 6-та парашутна дивізія (6. FallschirmJäger-Division).